# Слобозія (Арджеш)
Слобозія (рум. Slobozia) — село у повіті Арджеш в Румунії. Адміністративний центр комуни Слобозія.
Село розташоване на відстані 68 км на захід від Бухареста, 47 км на південний схід від Пітешть, 115 км на схід від Крайови, 129 км на південь від Брашова.

## Населення
За даними перепису населення 2002 року у селі проживали 4824 особи.
Національний склад населення села:
| Національність | Кількість осіб | Відсоток |
| -------------- | -------------- | -------- |
| румуни         | 4582           | 95,0%    |
| цигани         | 236            | 4,9%     |

Рідною мовою назвали:
| Мова      | Кількість осіб | Відсоток |
| --------- | -------------- | -------- |
| румунська | 4818           | 99,9%    |